# Антони Пьотровски
Анто̀ни А̀дам Пьотро̀вски, среща се и вариант Пиотровски (на полски: Antoni Adam Piotrowski) е полски художник, живописец и илюстратор, повлиян от реализма и романтизма.

## Биография
Пьотровски е роден в село Нетулиско, Куновска епархия (тогава в Руската империя) през 1853 година. Баща му се занимава с валцоване на желязо. От 1869 година Пьотровски учи живопис при професор Войчех Герсон. От 1875 до 1877 година учи при професор Вилхелм Линденшмит в Мюнхен, а от 1877 до 1879 г. – при Ян Матейко в Краковската художествена академия.
През 1879 година Антони Пьотровски пристига в новоосвободена България като кореспондент на английските списания „График“ (The Graphic) и „Илюстрейтид Лондон Нюз“ и на френските „Илюстрасион“ (Illustration) и „Монд Илюстре“. Заминава за Париж, за да се върне в България през 1885 година.
По време на Сръбско-българската война през 1885 година е доброволец на фронта. За проявена храброст в сраженията е награден с Орден „За храброст“. Пьотровски рисува Сливнишкото сражение, атаката на Цариброд и влизането на българските войски в Пирот – общо 9 платна, закупени от българската държава и съхранявани днес в Националния военноисторически музей. Пьотровски публикува графики от войната в различни западноевропейски илюстровани издания.
Художникът рисува и портрети на българските князе Александър I Батенберг и Фердинанд I, като вторият го награждава с Орден „За гражданска заслуга“.
През 1889 година Пьотровски отново идва в България, отива в Батак и рисува епичното си платно „Баташкото клане“. Картината печели награда на Пловдивското изложение през 1892 година. Понастоящем платното е в Националната художествена галерия в София.
В 1900 година се връща в Полша и се установява във Варшава. През 1905 година заминава като военен кореспондент в Манджурия. Умира във Варшава през 1924 година.

## Галерия
- „Среща на пътеката“, 1896
- „Бездомност“, 1896
- „Въстанически патрул. 1863“
- „Пролет“, 1902